# 서하어

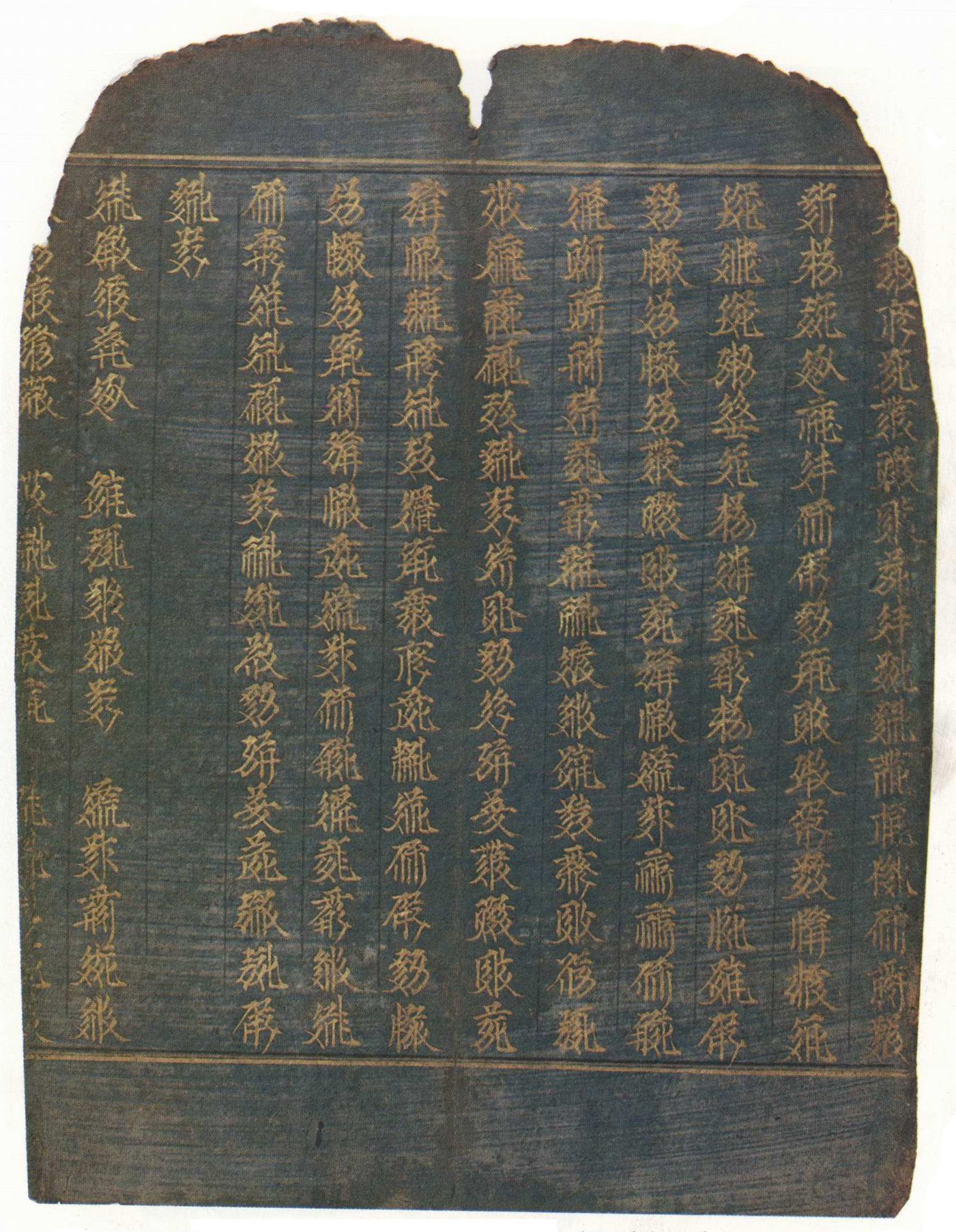

서하어(西夏語)는 티베트족계 탕구트족이 세운 서하에서 사용하던 언어로, 중국티베트어족 계열의 언어이다. 서하의 멸망과 더불어 현재는 사어가 되었다.

## 표기 체계
1036년에는 서하 문자가 생겨났다. 중국 고전을 활발하게 옮기는 작업으로 인해 비교적 현존 자료가 넉넉한 편으로, 중국티베트어족에 가까운 언어 특성상 단음절, 성조어로서의 언어적 특징도 문자에 반영되었다.

## 같이 보기
- 여진어

1. ↑  Hammarström, Harald; Forkel, Robert; Haspelmath, Martin; Bank, Sebastian, 편집. (2023). 〈Tangut〉. 《Glottolog 4.8》. Jena, Germany: Max Planck Institute for the Science of Human History.